# Ophthalmitis ocellata
Ophthalmitis ocellata là một loài bướm đêm trong họ Geometridae.